# Ernst Nölting

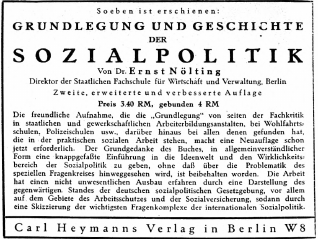
Anzeige (1932)

Ernst Nölting (* 11. März 1901 in Fürstenberg (Weser); † 29. September 1967 in Isernhagen) war ein deutscher Politiker (SPD).

## Leben
Nölting wurde am 11. März 1901 als Sohn eines Beamten und als jüngerer Bruder des späteren nordrhein-westfälischen Politikers Erik Nölting geboren, mit welchem er gemeinsam das Buch Einführung in die Theorie der Wirtschaft schrieb und veröffentlichte. Während der Zeit der Weimarer Republik war er Leiter der Staatlichen Fachschule für Wirtschaft und Verwaltung in Berlin. Nach der Machtübernahme der Nationalsozialisten wurde er 1933 zunächst suspendiert und 1937 endgültig aus diesem Amt entlassen.
Nölting wurde 1945 zum Leiter der Abteilung V (Wasserstraßendirektion Hannover) beim Oberpräsidenten von Hannover ernannt. Zudem war er im Jahr 1945 im Bezirksvorstand der SPD Hannover. Er beteiligte sich zusammen mit seinem Bruder an den Nachkriegsdiskussionen innerhalb der SPD und war 1946 Mitglied des Ernannten Hannoverschen Landtages. Nach der Bildung des Landes Hannover wurde er am 23. August 1946 als Minister für Wirtschaft und Verkehr in die von Ministerpräsident Hinrich Wilhelm Kopf geführte Landesregierung berufen. Am 21. September 1946 trat er von diesem Amt zurück, das Wilhelm Heile in der Folgezeit kommissarisch verwaltete.